# Jean-Paul Chartrand
 (décembre 2023).
Si vous disposez d'ouvrages ou d'articles de référence ou si vous connaissez des sites web de qualité traitant du thème abordé ici, merci de compléter l'article en donnant les références utiles à sa vérifiabilité et en les liant à la section « Notes et références ».
Pour les articles homonymes, voir Chartrand.
Jean-Paul Chartrand fils, né à Montréal le 23 avril 1954, est un journaliste, un animateur de télévision et un animateur de radio québécois, fils de Jean-Paul "Steve" Chartrand père (1931-2023).

## Biographie
D'abord technicien pour CKAC, à partir de 1974, il réalise les parties des Expos de Montréal à compter de 1975 et en 1977, il commence sa carrière de commentateur en donnant les résultats des autres matchs de baseball lors de la diffusion des parties des Expos. Passionné par le baseball, il s'intéresse également à la boxe, tout en animant les matchs des Canadiens de Montréal.
Il entre au réseau TVA en 1979, il présente notamment les Jeux olympiques d'hiver de 1984. Il acquiert une connaissance dans tous les domaines sportifs et continue à animer les séries mondiales et les Jeux olympiques.
En 2002, après la fermeture de la section des sports à TVA, il devient commentateur et analyste pour LCN et TVA jusqu'à son départ le 7 avril 2011.
Quelques mois après sa retraite de TVA, il devient le descripteur francophone attitré des combats de l'UFC (Ultimate Fighting Championship), poste qu'il occupe toujours à ce jour.  Les combats de l'UFC sont tout d'abord présentés sur les ondes de TVA Sports de septembre 2011 à décembre 2014 et se retrouvent, depuis janvier 2015, sur les ondes de RDS.
Au cours de sa carrière, il aura travaillé à quatre Jeux Olympiques (Sarajevo, Calgary, Barcelone et Lillehammer), décrit quatre Séries Mondiales (1981, 1983, 1984 et 1985), un Super Bowl (1995), de nombreux combats de boxe (notamment le combat de championnat du monde d'Eric Lucas contre Marcus Beyer en Allemagne en 2003), des combats de kick-boxing au début des années 80 lorsque Jean-Yves Thériault était champion du monde de la PKA, les 500 milles d'Indianapolis (1995) et il a aussi été animateur pendant de nombreuses années aux matchs de hockey du Canadien à TVA (1980, 1989-1994).  Il commence son association avec l'UFC lors de la première présence de l'organisation à Montréal en avril 2008 et il devient employé à temps plein de l'entreprise américaine en septembre 2011.  Depuis 2008, il a décrit tous les combats de championnat du monde de l'icône québécoise Georges St-Pierre.

## Vie personnelle
Jean-Paul Chartrand est marié à Denise Fontaine depuis le 7 février 1976 et le couple compte deux enfants, Karyn (1980) et Jean-Philippe (1984).

## Anecdotes
Jean-Paul Chartrand se décrit comme un généraliste du sport, mais entretient une passion particulière pour la boxe et le baseball.